# Platyarthrus esterelanus
Platyarthrus esterelanus är en kräftdjursart som beskrevs av Karl Wilhelm Verhoeff1931. Platyarthrus esterelanus ingår i släktet Platyarthrus och familjen myrbogråsuggor. Inga underarter finns listade i Catalogue of Life.